# Renri
Il Renri (caratteri cinesi: 人日S, rénrìP), letteralmente giorno dell'uomo, è una festività cinese che si celebra il settimo giorno dellο zhengyue (正月), ossia il primo mese del calendario cinese. Secondo le credenze, il renri fu il giorno della creazione dell'essere umano. Tale festività non è celebrata solo in Cina, ma in tutti i paesi che nei secoli sono stati influenzati dalla cultura cinese.

## Origini
Nel libro Domande e Risposte su Riti e Costumi (答問禮俗說T, Dáwèn lǐsú shuōP) di Dong Xun, vissuto nella Dinastia Jìn (265–420), sono trascritti i giorni della creazione degli animali:
Primo giorno del zhengyue: pollo
Secondo giorno del zhengyue: cane
Terzo giorno del zhengyue: verro
Quarto giorno del zhengyue: pecora
Quinto giorno del zhengyue: mucca
Sesto giorno del zhengyue: cavallo
Settimo giorno del zhengyue: essere umano
Secondo il Libro della Divinazione (占書T, Zhān ShūP), una pubblicazione precedente del Dongfang Suo nella Dinastia degli Han Occidentali, l'ottavo giorno del zhengyue è avvenuta la creazione dei cereali.
Da qui viene la tradizione cinese di considerare il primo giorno del zhengyue il "compleanno" del pollo, il secondo del cane e così via, così come il settimo giorno è visto come "compleanno" comune del genere umano.

## Leggenda
La leggenda cinese dice che Nüwa (女媧), la dea creatrice del mondo, ha dato la vita agli animali in giorni diversi, ed ha creato l'uomo il settimo giorno dopo la creazione del mondo.

## Festeggiamenti

### Cinese
L'uso di festeggiare il renri risale alla dinastia Han, ma ha iniziato ad assumere importanza dopo il periodo dei Tre Regni e la dinastia Jìn. I cinesi tradizionali indossavano dei rénshèng (人勝) sulle loro teste, oppure apponevano fili d'oro sui classici paravento o sui capelli, inoltre componevano poesie.
Se nel giorno del renri c'era bel tempo, si prevedeva che le divinità avrebbero garantito la buona sorte alle genti sulla Terra. Si accendevano fuochi d'artificio e Huāpào (花炮) per celebrare, inoltre, il "compleanno" del fuoco.
A causa dell'usanza di considerare i primi sette giorni del zhengyue come "compleanni" degli animali, i cinesi durante questo periodo evitavano di uccidere animali e di punire i prigionieri.
Ai giorni nostri, il renri viene celebrato come parte dei festeggiamenti del Capodanno cinese. I cinesi moderni preparano cibi portafortuna come una "zuppa alle sette verdure" (七菜羹S, qī cài gēngP), una "crema di riso alle sette verdure" (七菜粥S, qī cài gēng zhōuP) ed una "crema di riso al jidi" (及第粥S, jídì zhōuP). I cinesi residenti in Malaysia e a Singapore sono soliti cucinare un "Pesce tagliato dai sette colori" (七彩魚生T, qīcǎi yú shēP), invece della "zuppa alle sette verdure"

### Giapponese
In Giappone, il renri è chiamato Jinjitsu (人日?, jinjitsu), ed è una delle cinque festività stagionali (五節句?, gosekku). Viene festeggiato il 7 gennaio, ed è anche conosciuto in giapponese come Nanakusa-no-sekku (七草の節句?, nanakusa no sekku), ossia "la festa delle sette erbe", nome derivante dall'abitudine di mangiare kayu alle sette erbe (七草粥?, nanakusa-gayu) per assicurarsi la buona salute in vista dell'anno a venire.
La celebrazione giapponese della festività è stata spostata dal settimo giorno del primo mese lunare al 7 gennaio durante il periodo Meiji, quando il Giappone ha adottato il calendario solare.